# Gilberto Galimberti
Gilberto Galimberti (* 25. Februar 1933 in Rom; † 16. Juni 2017 ebenda) war ein italienischer Stuntman und Schauspieler.
Galimberti, der besonders im Judo seine sportlichen Fähigkeiten unter Beweis stellte, kam zu Beginn der 1960er Jahre als Stuntman zum Film und wurde bis Mitte des folgenden Jahrzehntes einer der bekanntesten Waffenmeister und Stuntleute, der in zahlreichen Genrefilmen, darunter vielen Italowestern und später Kriminalfilmen, kleine und gelegentlich (dann meist unter dem Pseudonym Gill Roland) größere Rollen übernahm. 1976 gründete er mit einigen Stuntkollegen die Acrobat Cinematography Organization, mit der er an zahlreichen weiteren Filmen, darunter fast allen mit Tomas Milian, beteiligt war. Bis zur Mitte der 1990er Jahre aktiv, bleiben seine bekanntesten Rollen die der Nebenfiguren in den beiden Trinità-Filmen des Duos Bud Spencer/Terence Hill, Die rechte und die linke Hand des Teufels und Vier Fäuste für ein Halleluja. Er war in fast 140 Rollen zu sehen.

## Filmografie (Auswahl)
- 1962: Die Normannen (I normanni)
- 1964: Samson gegen die Korsaren des Teufels (Sansone contro il corsaro nero)
- 1964: Samson und der Schatz der Inkas (Sansone e il tesoro degli Incas)
- 1964: Herkules gegen die Tyrannen von Babylon (Ercole contro i tiranni di Babilonia)
- 1968: Django – Melodie in Blei (Uno di piu all’inferno)
- 1968: Einladung zum Totentanz (… E venne il tempo di uccidere)
- 1969: Django – Gott vergib seinem Colt (Dio perdoni la mia pistola)
- 1969: Django und Sartana, die tödlichen Zwei (Una lunga fila di croci)
- 1970: Die rechte und die linke Hand des Teufels (Lo chiamavano Trinità)
- 1970: Spiel dein Spiel und töte, Joe (Un uomo chiamato Apocalisse Joe)
- 1971: Ein Fressen für Django (W Django!)
- 1971: In nome del padre, del figlio e della Colt
- 1971: Vier Fäuste für ein Halleluja (…continuavano a chiamarlo Trinità)
- 1972: Providenza! – Mausefalle für zwei schräge Vögel (La vita a volte è molto dura, vero Provvidenza?)
- 1972: Spirito Santo e le 5 magnifiche canaglie
- 1972: Un animale chiamato uomo
- 1973: Auch Killer müssen sterben (La mano nera)
- 1973: Drei Nonnen auf dem Weg zur Hölle (Più forte sorelle)
- 1973: Sing mir das Lied der Rache (Mi chiamavano ‘Requiescat’ … ma avevano sbagliato)
- 1975: Von Wölfen gehetzt (Zanna Bianca e il cacciatore solitario)
- 1976: Tote pflastern seinen Weg (Pronto ad uccidere)
- 1977: El Macho
- 1977: Gangbuster (L'avvocato della mala)
- 1981: Eine Kugel für den Bullen (Il carabiniere)
- 1991: Arizona Road (Fuga da Kayenta)